# RCD Espanyol
Az RCD Espanyol barcelonai sportegyesület leginkább labdarúgócsapatáról híres. Az Espanyol 1923-tól 1997-ig a Barcelona előkelő negyedében fekvő Estadio de Sarrià stadionban játszott, melyet az ötvenes években meg is vásárolt. 1997 nyarától hazai pályája az Estadi Olímpic Lluís Companys lett, ahol az 1992-es nyári olimpiai játékokat is tartották. Az 55 926 néző befogadására alkalmas stadion Estadi Olímpic de Montjuïc néven is ismert. 2009. augusztus 2-án a Liverpool FC elleni győztes mérkőzéssel avatta új, 40 500 nézőt befogadó saját stadionját, az Estadi RCDE-t a Barcelonától mintegy 10 km-re – a barcelonai repülőtér közelében – El Prat de LLobregat és Cornellá de LLobregat városok között. 2014-től a stadion hivatalos neve – a fő szponzor cég nevéből – Power8 Stadium.   Az Espanyol az FC Barcelona árnyékában élve is a spanyol labdarúgás történetének 6. legeredményesebb csapata.

## Történelem

### Alapítás és klub kultúra
Az Espanyolt 1900. október 28-án alapította Ángel Rodríguez, a barcelonai egyetem építészmérnök hallgatója. A labdarúgócsapat első otthona Barcelona jómódú városrészében, Sarriàban volt, ahol még Sociedad Española de Football néven szerepelt az egyesület. Egy évvel később Club Español de Fútbol lett a csapat neve. Az Espanyol volt az első olyan spanyol klub, amelyet spanyol és katalán szurkolók együtt támogattak.
A csapat először világos sárga mezben játszott, a nadrág színe nem volt megszabva, a játékosok különböző színű nadrágokban léptek pályára. A klub alapítójának egyik barátja textilipari vállalkozással rendelkezett, ezért bőven rendelkeztek sárga színű, a munka során megmaradt textillel. 1910-ben a csapat a Club Deportivo Español nevet kapta és akkor választották a mai használt kék-fehér színt. Ettől kezdve a mezt és a klub címerét is a kék és a fehér szín határozza meg. Azért esett a választás erre a két színre, mert ezzel fejezték ki tiszteletüket a katalán admirális, Ruggiero di Lauria iránt, aki a középkorban védte a katalán érdekeket a Földközi-tengeren. A klub a kezdetektől sikeres volt, 1903-ban megnyerte a Campionat de Catalunyát (Katalán labdarúgó-bajnokság) és ennek következtében a Copa del Rey küzdelmeiben is részt vehetett.

### Az elnevezés változásai
1906-ban pénzügyi problémák léptek fel az Espanyolban, ezért a játékosok elhagyták a csapatot. Legtöbben közülük az X Sporting Clubhoz kerültek, amely 1906 és 1908 között 3-szor megnyerte a Campionat de Catalunyát. 1909-ben ebből a csapatból újra létrehozták az Espanyolt, Club Deportivo Español néven. 1910-ben kialakult a csapat jelenlegi színvilága (kék-fehér) Ruggiero di Lauria admirális tiszteletére.
Az Espanyol is azon nagyszámú labdarúgócsapatok közé tartozott, akik a királyt támogatták. 1912-ben XIII. Alfonz engedélyezte számukra, hogy a címerükben a királyi korona megjelenésével és a nevükben a Real (király) szó szerepeltetésével ezt a támogatást jelezzék. A csapat neve Real Club Deportivo Español lett.
XIII. Anfonz spanyol király lemondása (1931) és a Második Spanyol Köztársaság kikiáltása ellenére megmaradtak a királyi szimbólumok a labdarúgócsapatok neveiben és címereiben. Az Espanyol katalán-barátra változtatta a nevét, mely így Club Esportiu Espanyol lett. A spanyol polgárháború után Francisco Franco betiltotta a katalán nyelvet, ezért a klub nevét ismét Real Club Deportivo Españolra változtatták.
A csapat neve 1995 februárjában vette fel végleg a katalán hangzást. Reial Club Deportiu Espanyol lett a csapat megnevezése. A 'Deportiu' szó szórakozás céljából való sportolást jelent. A helyes megnevezés az 'Esportiu' lenne, ami profi sportolást jelent, de a klub tradíciói miatt az előbbi mellett döntöttek.

### További tudnivalók
- 1928-ban az Espanyol tagja volt a Primera División alapítóinak és 1929-ben megnyerték a Copa del Reyt.

- 1994-ben létrehozták az Espanyol második számú csapatát, az RCD Espanyol B-t, mely jelenleg a Segunda División B-ben szerepel.

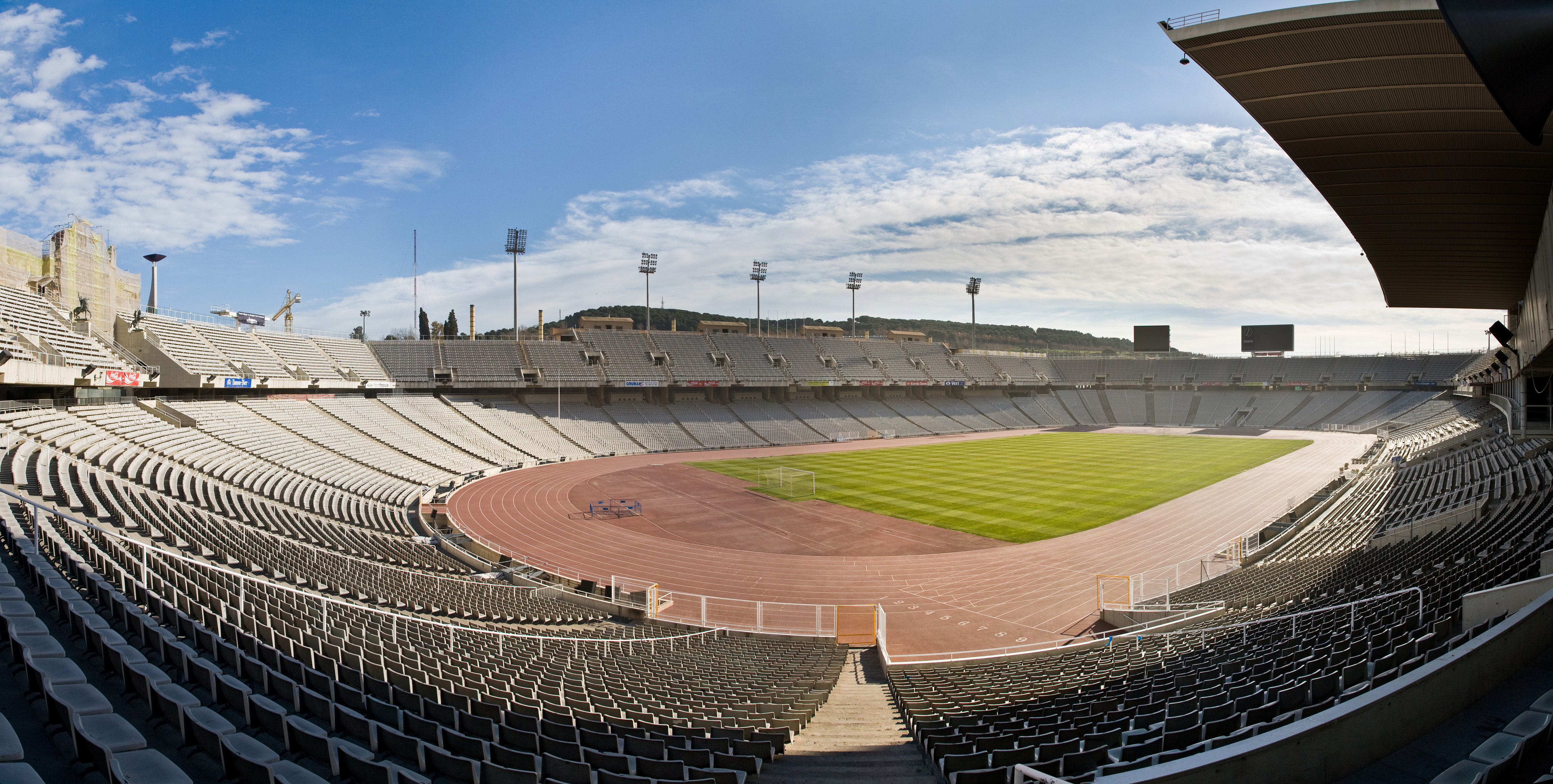
Estadi Olímpic Lluís Companys

- A labdarúgócsapat 1997 és 2009 között a barcelonai olimpiai stadionban, az Estadi Olímpic Lluís Companysban játszott. Új stadionja, a 40 500 nézőt befogadó Estadi RCDE Barcelonától 10 km-re nyugatra, Cornellà de Llobregat és El Prat de Llobregat városok között épült fel 2009 nyarára, a barcelonai metróval elérhető.
- 2007. január 13-án 2001 után ismét győzelmet könyvelhetett el az Espanyol a városi rivális FC Barcelona ellen. 3–1-es győzelmet aratott hazai pályán az Espanyol.

## Trófeák
- Copa del Rey győztes
  - 4 – 1929, 1940, 2000, 2006
- Katalán bajnokság győztes
  - 12 – 1903, 1904, 1906, 1907, 1908, 1912, 1915, 1918, 1929, 1933, 1937, 1940
- Katalán kupa győztes
  - 6 – 1995, 1996, 1999, 2006, 2010, 2011
- Barcelona Trófea-kupa győztes
  - 17 – 1975, 1977, 1978, 1979, 1981, 1984, 1986, 1987, 1990, 1996, 1997, 1998, 2000, 2001, 2004, 2006, 2007

- 73 szezon a Primera Divisiónban
- 4 szezon a Segunda Divisiónban

## Nemzetközi kupaszereplések

### Eredmények
|Döntő|cs.m.|cs.m.|cs.m.|cs.m.|cs.m.|cs.m.|cs.m.|cs.m.|Döntő
| 1. csapat                | Össz.               | 2. csapat                   | 1. mérk. | 2. mérk. |
| ------------------------ | ------------------- | --------------------------- | -------- | -------- |
|                          | 1961-62 VVK         |                             |          |          |
| Hannover                 | 0–3                 | RCD Espanyol                | 0–1      | 0–2      |
| RD Espanyol              | 5–3                 | Birmingham City             | 5–2      | 0–1      |
| RCD Espanyol             | 2–6                 | Crvena Zvezda               | 2–1      | 0–5      |
|                          | 1965-66 VVK         |                             |          |          |
| RCD Espanyol             | –                   | kiemelt volt az első körben | –        | –        |
| Sporting Lisboa          | 5–7                 | RCD Espanyol                | 4–3      | 1–2      |
| 1–2                      |                     |                             |          |          |
| RCD Espanyol             | 6–5                 | Steagul Rosu Brassó         | 3–1      | 2–4      |
| 1–0                      |                     |                             |          |          |
| FC Barcelona             | 2–0                 | RCD Espanyol                | 1–0      | 1–0      |
|                          | 1973-74 UEFA-kupa   |                             |          |          |
| RCD Espanyol             | 2–4                 | RWD Molenbeek               | 0–3      | 2–1      |
|                          | 1976-77 UEFA-kupa   |                             |          |          |
| RCD Espanyol             | 4–3                 | OGC Nice                    | 3–1      | 1–2      |
| Eintracht Braunschweig   | 2–3                 | RCD Espanyol                | 2–1      | 0–2      |
| RCD Espanyol             | 0–3                 | Feyenoord                   | 0–1      | 0-2      |
|                          | 1987-88 UEFA-kupa   |                             |          |          |
| Borussia Mönchengladbach | 1–5                 | RCD Espanyol                | 0–1      | 1–4      |
| AC Milan                 | 0–2                 | RCD Espanyol                | 0–2      | 0–0      |
| Internazionale           | 1–2                 | RCD Espanyol                | 1–1      | 0–1      |
| RCD Espanyol             | 2–0                 | TJ Vitkovice                | 2–0      | 0–0      |
| FC Bruges                | 2–3                 | RCD Espanyol                | 2–0      | 0–3      |
| RCD Espanyol             | 3–3 t.e.: 2–3       | Bayer Leverkusen            | 3–0      | 0–3      |
|                          | 1996–97 UEFA-kupa   |                             |          |          |
| Apoel Nicosia            | 2–3                 | RCD Espanyol                | 2–2      | 0–1      |
| RCD Espanyol             | 1–3                 | Feyenoord                   | 0–3      | 1–0      |
|                          | 1998 Intertoto Kupa |                             |          |          |
| RCD Espanyol             | 5–5 i.l.g.          | Brno                        | 2–0      | 3–5      |
| RCD Espanyol             | 2–1                 | AJ Auxerre                  | 1–0      | 1–1      |
| FC Valencia              | 3–0                 | RCD Espanyol                | 2–0      | 1–0      |
|                          | 1999 Intertoto Kupa |                             |          |          |
| Montpellier              | 4–1                 | RCD Espanyol                | 2–1      | 2–0      |
|                          | 2000–01 UEFA-kupa   |                             |          |          |
| Olimpija Ljubljana       | 2–3                 | RCD Espanyol                | 2–1      | 0–2      |
| RCD Espanyol             | 4–1                 | Grazer AK                   | 4–0      | 0–1      |
| RCD Espanyol             | 0–2                 | FC Portó                    | 0–2      | 0–0      |
|                          | 2005–06 UEFA-kupa   |                             |          |          |
| FK Teplice               | 1–3                 | RCD Espanyol                | 1–1      | 0–2      |
| Lokomotiv Moszkva        | 0–1                 | RCD Espanyol                | 0–1      | –        |
| RCD Espanyol             | 1–1                 | US Palermo                  | 1–1      | –        |
| IF Bröndby               | 1–1                 | RCD Espanyol                | 1–1      | –        |
| RCD Espanyol             | 1–0                 | Maccabi Petah Tikva         | 1–0      | –        |
| Schalke 04               | 5–1                 | RCD Espanyol                | 2–1      | 3–0      |
|                          | 2006–07 UEFA-kupa   |                             |          |          |
| Artmedia Petrzalka       | 3–5                 | RCD Espanol                 | 2–2      | 1–3      |
| Sparta Praha             | 0–2                 | RCD Espanyol                | 0–2      | –        |
| RCD Espanyol             | 6–2                 | Zulte-Waregem               | 6–2      | –        |
| Ajax Amsterdam           | 0–2                 | RCD Espanyol                | 0–2      | –        |
| RCD Espanyol             | 1–0                 | Austra Wien                 | 1–0      | –        |
| AS Livorno               | 1–4                 | RCD Espanyol                | 1–2      | 0–2      |
| Maccabi Haifa            | 0–4                 | RCD Espanyol                | 0–0      | 0–4      |
| RCD Espanyol             | 3–2                 | SL Benfica                  | 3–2      | 0–0      |
| RCD Espanyol             | 5–1                 | Werder Bremen               | 3–0      | 2–1      |
| FC Sevilla               | 2–2 t.e.: 3–1       | RCD Espanyol                | 2–2      | –        |

## Játékoskeret
2019. március 18-án lett frissítve:
| Mezszám       | Név                   | Nemzet         | Posztok     | Szül. év (kor)                | Megjegyzés:                 |         |         |         |         |
| Kapusok       | Kapusok               | Kapusok        | Kapusok     | Kapusok                       | Kapusok                     | Kapusok | Kapusok | Kapusok | Kapusok |
| ------------- | --------------------- | -------------- | ----------- | ----------------------------- | --------------------------- | ------- | ------- | ------- | ------- |
| 1             | Roberto               | spanyol        | kapus       | 1986. február 10. (39 éves)   |                             |         |         |         |         |
| 13            | Diego López Rodríguez | spanyol        | kapus       | 1981. november 3. (43 éves)   |                             |         |         |         |         |
| Védők         |                       |                |             |                               |                             |         |         |         |         |
| 5             | Naldo                 | brazil         | hátvéd      | 1988. augusztus 28. (36 éves) |                             |         |         |         |         |
| 6             | Óscar Duarte          | costa rica-i   | hátvéd      | 1989. június 3. (35 éves)     |                             |         |         |         |         |
| 8             | Roberto Rosales       | venezuelai     | hátvéd      | 1988. november 20. (36 éves)  | kölcsönben a Málagától      |         |         |         |         |
| 12            | Dídac Vilà            | spanyol        | hátvéd      | 1989. június 9. (35 éves)     |                             |         |         |         |         |
| 16            | Javi López            | spanyol        | hátvéd      | 1986. január 26. (39 éves)    | csapatkapitány              |         |         |         |         |
| 22            | Mario Hermoso         | spanyol        | hátvéd      | 1995. június 18. (29 éves)    |                             |         |         |         |         |
| Középpályások |                       |                |             |                               |                             |         |         |         |         |
| 2             | Alfa Semedo           | Guinea-Bissaui | középpályás | 1997. augusztus 20. (27 éves) | kölcsönben a Benficától     |         |         |         |         |
| 4             | Víctor Sánchez        | spanyol        | középpályás | 1987. szeptember 8. (37 éves) | csapatkapitány-helyettes    |         |         |         |         |
| 10            | Sergi Darder          | spanyol        | középpályás | 1993. december 22. (31 éves)  |                             |         |         |         |         |
| 14            | Óscar Melendo         | spanyol        | középpályás | 1997. augusztus 23. (27 éves) |                             |         |         |         |         |
| 15            | David López           | spanyol        | középpályás | 1989. október 9. (35 éves)    | 2. csapatkapitány-helyettes |         |         |         |         |
| 17            | Hernán Pérez          | paraguayi      | középpályás | 1989. február 25. (36 éves)   |                             |         |         |         |         |
| 18            | Álex López            | spanyol        | középpályás | 1997. június 2. (27 éves)     |                             |         |         |         |         |
| 21            | Marc Roca             | spanyol        | középpályás | 1996. november 26. (28 éves)  |                             |         |         |         |         |
| 23            | Esteban Granero       | spanyol        | középpályás | 1987. július 2. (37 éves)     |                             |         |         |         |         |
| Csatárok      |                       |                |             |                               |                             |         |         |         |         |
| 7             | Borja Iglesias        | spanyol        | csatár      | 1993. január 17. (32 éves)    |                             |         |         |         |         |
| 9             | Sergio García         | spanyol        | csatár      | 1983. június 9. (41 éves)     | 3. csapatkapitány-helyettes |         |         |         |         |
| 11            | Facundo Ferreyra      | argentin       | csatár      | 1991. március 14. (34 éves)   |                             |         |         |         |         |
| 19            | Pablo Piatti          | argentin       | csatár      | 1989. március 31. (36 éves)   |                             |         |         |         |         |
| 20            | Javi Puado            | spanyol        | csatár      | 1998. május 25. (26 éves)     |                             |         |         |         |         |
| 24            | Vu Lej                | spanyol        | csatár      | 1991. november 19. (33 éves)  |                             |         |         |         |         |

### Kölcsönben
| #        | Név            | Nemzet   | Posztok  | Szül. év (kor)              | kölcsönben:     | meddig:            |          |          |          |
| Hátvédek | Hátvédek       | Hátvédek | Hátvédek | Hátvédek                    | Hátvédek        | Hátvédek           | Hátvédek | Hátvédek | Hátvédek |
| -------- | -------------- | -------- | -------- | --------------------------- | --------------- | ------------------ | -------- | -------- | -------- |
| —        | Pipa           | spanyol  | hátvéd   | 1998. január 26. (27 éves)  | a Gimnàstic-nál | 2019. június 30-ig |          |          |          |
| —        | Aarón Martín   | spanyol  | hátvéd   | 1997. április 22. (27 éves) | a Mainz-nál     | 2019. június 30-ig |          |          |          |
| Csatárok |                |          |          |                             |                 |                    |          |          |          |
| —        | Álvaro Vázquez | spanyol  | csatár   | 1991. április 27. (33 éves) | a Zaragoza-nál  | 2019. június 30-ig |          |          |          |

## Kapcsolódó hivatkozások
- Hivatalos honlap